# 토지매수청구권
토지매수청구권(土地買受請求權)은 도시계획이나 그린벨트 설정으로 재산권 행사에 심각한 영향을 받고 있을 때 이를 구제할 수 있는 제도이다. 매수청구권은 그 동안 없던 제도로 그린벨트에 일부 위헌결정이 나오면서 새로 도입되었다. 즉, 원래 이용할 수 있는 용도의 토지이고 현 상태에서 그렇게 이용하고 있으면 이에 대한 개인의 권한은 인정해줘야 한다는 것이다. 또한 오랫동안 집행되지 않고 있는 도시계획시설 터에 대해서도 이같은 매수청구권이 허용된다. 도시계획은 시·군에서 결정하고 있는 만큼 구체적인 요청절차도 시·군에 해야 한다.